# Pieterlen
Pieterlen (en francés Perles) es una comuna suiza del cantón de Berna, situada en el distrito administrativo de Biel/Bienne. Limita al norte con las comunas de Sauge y Romont, al este con Lengnau bei Biel, al sur con Meinisberg y Safnern, y al oeste con Biel/Bienne.
Situada históricamente en el distrito de Büren hasta su desaparición el 31 de diciembre de 2009.

## Transporte
- Línea ferroviaria Biel/Bienne-Olten

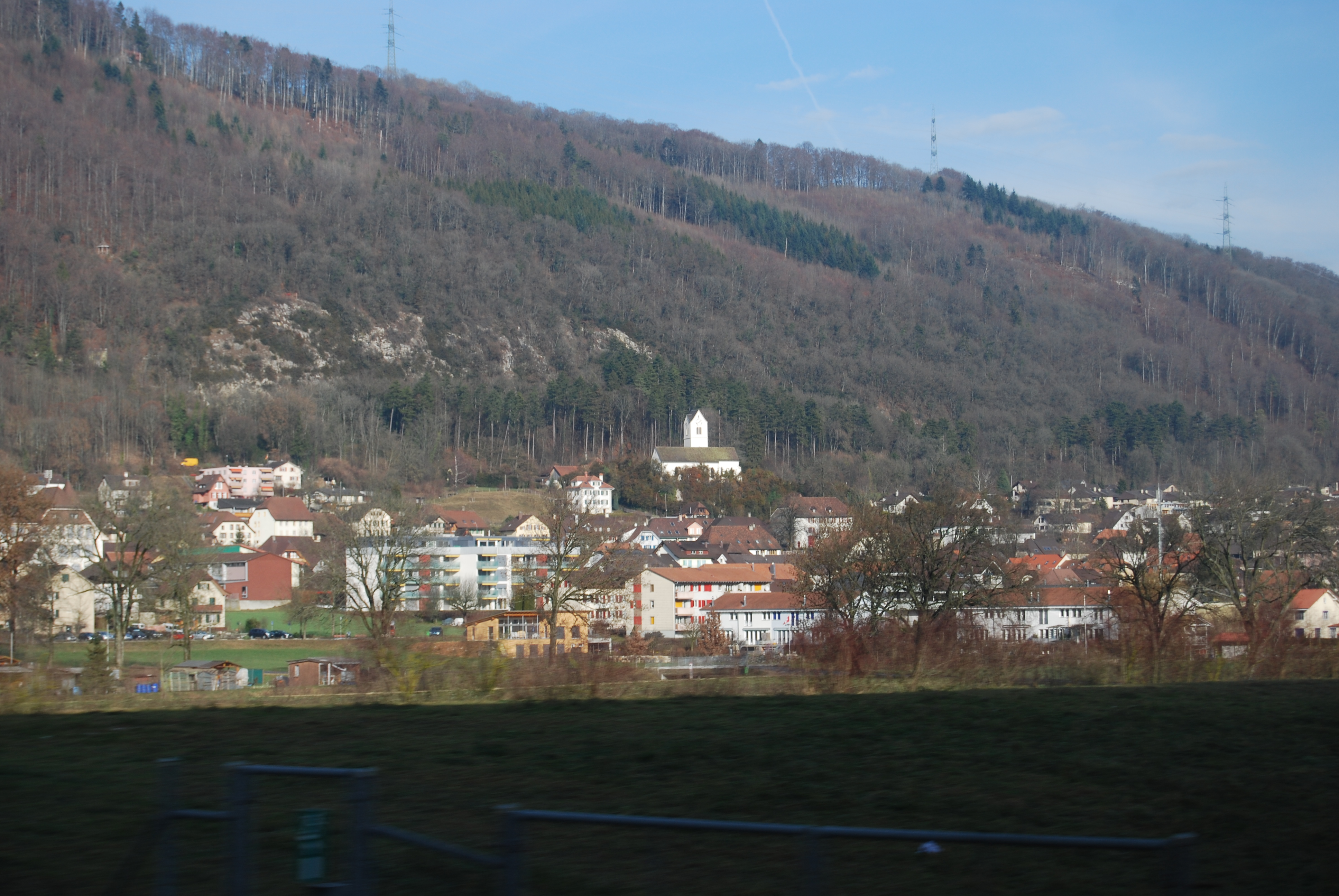
Pieterlen

- Línea ferroviaria Biel/Bienne-Moutier